# Pop punk
Pop punk (cunoscut și ca pop-punk sau punk-pop) este un gen muzical  de fuziune, care îmbină elemente de punk rock cu muzica pop. În mod tipic, muzica combină tempoul rapid al punkului, și sunetul tare de chitară cu melodii și teme de versuri cu influențe pop.
Punk rokul influențat de pop a apărut la mijlocul anilor 1970 în multiple țări, fiind stilistic similar cu genul power pop. La începutul anilor 1980 o serie de formații au îmbinat hardcore punk cu muzica pop pentru a crea un stil mai nou și rapid, pop punk. 
La mijlocul anilor 1990, puține formații pop punk vânduseră milioane de copii de înregistrări și au avut audiențe extensive la radio și televiziune. Genul a ajuns la apogeul popularității devenind mainstream spre sfârșitul anilor 1990, totuși unele formații pop punk s-au bucurat de succes în clasamentel muzicale și în anii 2000.